# Партизанская бригада «Штурмовая»
Партизанская бригада «Штурмовая» — партизанская бригада, которая действовала в Минском, Заславском, Логойском, Молодечненском районах. Состояла из отрядов «Грозный», «Имени Жукова», «Имени Пономаренко», «Имени Фрунзе», «За Отечество», «Штурм», в каждом — от 300 до 500 человек.
Создана на основании указания минского подпольного горкома. Действовала с декабря 1942 года по 2 июля 1944 года.
С мая 1944 года командир бригады — Фогель, Иосиф Лазаревич.

## Деятельность бригады
Бригада «Штурмовая» совершала успешные боевые действия в Минской и Вилейской областях. Весной 1943 года бригада защищала предназначенные немцами для полного уничтожения белорусские деревни. 30 апреля 1943 года партизаны разгромили карательную колонну.
Затем партизаны напали на гарнизон, охранявший мост на реке Удранке, уничтожив и гарнизон, и мост. Затем бригада уничтожила две автомашины с немецкими войсками, которые направлялись на помощь разгромленному ранее гарнизону. Общие немецкие потери в этих столкновениях составили 40 офицеров и солдат.
2 мая 1943 года против бригады была проведена карательная операция, продлившаяся до 12 мая и не увенчавшаяся успехом. Бригада продолжила совершать диверсии. Всего с 1 апреля по 1 июля 1943 года бригада уничтожила 672 немецких солдата и офицера, разгромила пять гарнизонов, пустила под откос 11 эшелонов, уничтожила 27 автомашин, 7 бронемашин, 4 танка, 12 мостов, более 1000 тонн горюче-смазочных материалов.
1 января 1944 года Указом Президиума Верховного Совета СССР за «умелое командование партизанской бригадой, образцовое выполнение боевых заданий командования на фронте борьбы с немецко-фашистскими захватчиками и проявленные при этом мужество и героизм» Борис Лунин, командир бригады, был удостоен звания Героя Советского Союза с вручением ордена Ленина и медали «Золотая Звезда» за номером 3567. Впоследствии он был лишён этого звания за самосудный расстрел 8 разведчиков.
В день присвоения Лунину звания Героя Советского Союза его подчинённые уничтожили эшелон. Весной 1944 года против бригады было предпринято несколько карательных операций, но все они не увенчались успехом. К лету 1944 года в составе бригады уже было шесть отрядов общей численностью 1464 человека. 2 июля 1944 года она соединилась с наступающими частями Красной Армии.